# Viktor Viktora
Viktor Viktora (20. ledna 1942 Plzeň – 3. prosince 2022 Rokycany) byl český literární historik, divadelní kritik, vysokoškolský pedagog, spisovatel a člen Umělecké rady DJKT Plzeň.

## Biografie
Po studiích na Filozofické fakultě Univerzity Karlovy (1962–1967) krátce učil na střední škole v Domažlicích, rok nato (1968) přešel na Pedagogickou fakultu v Plzni (dnes součást Západočeské univerzity) na Katedru českého jazyka a literatury, jejímž vedoucím se později na řadu let stal. Ve své vědecké práci se zabýval starší českou literaturou, literaturou 19. století a divadelní kritikou. Je autorem řady monografií a studií, především o počátcích renesance v české literatuře, o osobnostech a dílech české literatury od počátku do 30. let 19. století. Za dobu své učitelské dráhy přednášel více než 5000 studentům a připravil přes 1000 veřejných přednášek a vystoupení na vědeckých konferencích a seminářích. Zastával významné funkce v rámci fakulty (proděkan) i univerzity (prorektor).

## Ocenění
- Pečeť města Plzně (1996)
- Pamětní medaile města Domažlice (2012).

## Publikované práce
- 1976: Zámek Lužany. Hudba a literatura, Plzeň : Západočeské nakladatelství 1976 (s Antonínem Špeldou).
- Divadelní tradice Plzně od 19. století do současnosti, Plzeň : Západočeské nakladatelství, 1983 (se Zdenou Fictumovou).
- Kapitoly o literární Plzni 1, Plzeň : Státní vědecká knihovna,1988.
- Západočeský kraj od A do Z, Plzeň : Knihovna města Plzně, 1989 (spoluautor).
- Kapitoly o literární Plzni 2, Plzeň : Západočeské nakladatelství, 1990.
- K pramenům národní literatury, Plzeň : Fraus, 2003.
- Pax iiscum: Ze západočeských rovů a hájů, Plzeň : ArtKrist 2022.